# Dirk Benedict
Dirk Benedict (nascido Dirk Niewoehner; 1º de março de 1945) é um ator e autor estadunidense de cinema, televisão e teatro. Ele é mais conhecido por interpretar os personagens Tenente Starbuck no filme e na série de televisão originais Battlestar Galactica e Templeton "Faceman" Peck na série de televisão The A-Team. É autor de Confessions of a Kamikaze Cowboy e And Then We Went Fishing.

## Início da vida
Benedict nasceu Dirk Niewoehner em Helena, Montana, filho de George Edward Niewoehner, advogado, e sua esposa Priscilla Mella (nascida Metzger), contadora. Ele cresceu em White Sulphur Springs, Montana. Ele se formou no Whitman College em 1967. Benedict supostamente escolheu seu nome artístico a partir de uma porção de Ovos Benedict que comeu antes de sua carreira de ator.

## Carreira

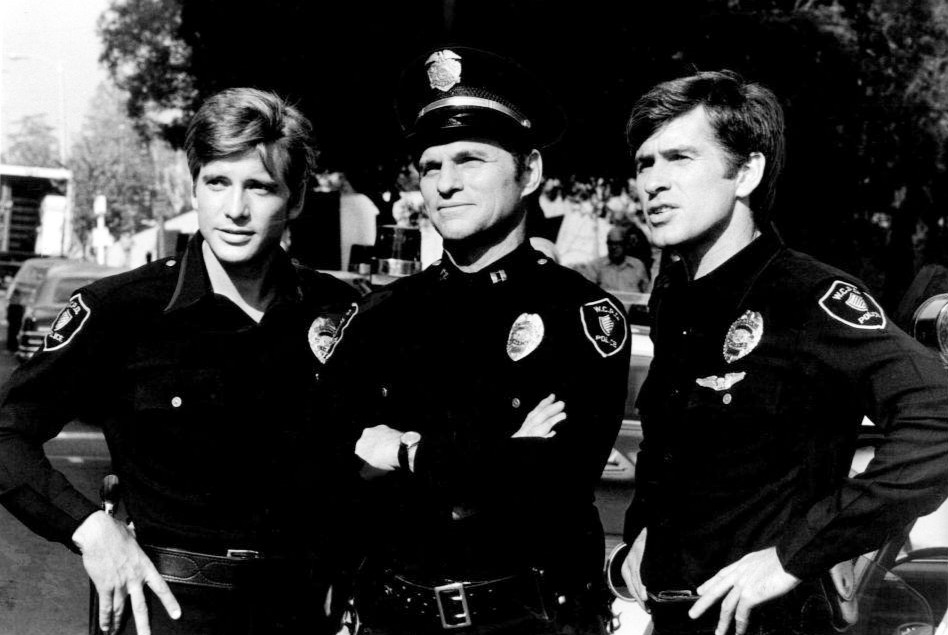
Foto do elenco de Chopper One. Da esquerda para a direita: Dirk Benedict, Ted Hartley, Jim McMullan.

A estreia de Benedict no cinema foi no filme Georgia, Georgia, de 1972. Quando a temporada de Butterflies Are Free em Nova York terminou, ele recebeu uma oferta para repetir sua atuação no Havaí, contracenando com Barbara Rush. Enquanto estava lá, ele apareceu como protagonista convidado em Hawaii Five-O. Os produtores de um filme de terror chamado Sssssss (1973) viram a atuação de Benedict em Hawaii Five-O e prontamente o escalaram como protagonista do filme. Em seguida, ele interpretou o marido de Twiggy no filme de estreia dela nos EUA, W (1974). Benedict estrelou a série de televisão Chopper One, que foi ao ar por uma temporada em 1974. Ele fez duas aparições em Charlie's Angels. Ele também apareceu no programa de variedades Donny & Marie.
A carreira de Benedict deslanchou em 1978, quando ele apareceu como o Tenente Starbuck no filme e na série de televisão Battlestar Galactica. No mesmo ano, Benedict estrelou o filme de TV Cruise into Terror e, no ano seguinte, participou do filme Scavenger Hunt.

### Décadas de 1980 e 1990
Em 1980, Benedict estrelou ao lado de Linda Blair em um filme de ação e comédia chamado Ruckus. Em 1983, Dirk ganhou ainda mais popularidade como o vigarista Templeton "Faceman" Peck na série de televisão de ação dos anos 80 The A-Team. Ele interpretou "Face" de 1982 a 1986, embora a série só tenha ido ao ar em janeiro de 1983 e o episódio final só tenha sido exibido em 1987. O episódio da segunda temporada, "Steel", inclui uma cena na Universal Studios em que Face é visto com ar de perplexidade enquanto um Cylon passa por ele, como uma brincadeira com seu papel anterior em Battlestar Galactica. O clipe foi incorporado à sequência de créditos de abertura da série a partir da terceira temporada.
Em 1986, Benedict estrelou como o empresário Harry Smilac no filme Body Slam, ao lado de Lou Albano, Roddy Piper e participações especiais de Freddie Blassie, Ric Flair e Bruno Sammartino. Seu personagem Smilac acaba gerenciando o lutador profissional "Quick Rick" Roberts (Roddy Piper) e enfrenta a oposição do Capitão Lou e sua equipe de luta livre "Wild Samoans".
Em 1987, Benedict interpretou o papel principal em Hamlet, de Shakespeare, no Abbey Theatre, em Manhattan. Tanto seu desempenho quanto toda a produção foram criticados pelos críticos. Benedict estrelou o filme para a TV Trenchcoat in Paradise, de 1989.
Em 1991, Benedict estrelou o filme Blue Tornado, interpretando Alex, codinome Fireball, um piloto de caça da Força Aérea Italiana. Benedict publicou uma autobiografia, Confessions of a Kamikaze Cowboy: A True Story of Discovery, Acting, Health, Illness, Recovery, and Life (Avery Publishing ISBN 0895294796). Em 1993, Benedict estrelou o filme Shadow Force.
Benedict também interpretou Jake Barnes no filme de ação e aventura Alaska, de 1996.

### Décadas de 2000 e 2010
Em 2000, Benedict escreveu e dirigiu seu primeiro roteiro, Cahoots. Benedict participou do filme alemão de 2006 Goldene Zeiten em um papel duplo, interpretando um ex-astro de TV americano e um sósia alemão que se faz passar por ele.
Em 2006, ele escreveu um texto criticando a nova versão da série Battlestar Galactica e, especialmente, a escolha de uma mulher para interpretar seu personagem, Starbuck, escrevendo que "a guerra contra a masculinidade foi vencida" e que "um programa de televisão baseado na esperança, na fé espiritual e na família é regurgitado como um programa de desespero, violência sexual e disfunção familiar".
Ele participou como competidor da série britânica de 2007 Celebrity Big Brother 5, na qual ficou em terceiro lugar. Ele chegou na noite de lançamento em uma réplica da van da série The A-Team, fumando um charuto e acompanhado pela música tema da série.
Em 2010, Benedict estrelou uma produção teatral de Prescription: Murder, interpretando o Tenente Columbo para a Middle Ground Theatre Company no Reino Unido. Benedict também teve uma breve aparição na adaptação cinematográfica de 2010 de The A-Team como o prisioneiro de Pensacola Milt.
Em 2019, Benedict assumiu o papel de Jack Strange no filme Space Ninjas, escrito e dirigido por Scott McQuaid. Dirk interpreta um excêntrico apresentador de TV de um programa chamado Stranger Than Fiction, que é como um híbrido de The Twilight Zone e The X-Files. O filme é uma comédia de terror e ficção científica que acompanha um grupo de estudantes do ensino médio tentando sobreviver à noite de uma invasão de ninjas espaciais.

## Vida pessoal

### Câncer
Na década de 1970, Benedict sobreviveu a um tumor na próstata, que ele se recusou a submeter a exames para verificar se era maligno. Tendo rejeitado o tratamento médico convencional, ele creditou sua sobrevivência à adoção de uma dieta macrobiótica recomendada a ele pela atriz Gloria Swanson.

### Casamento e família
Em 1986, ele se casou com Toni Hudson, uma atriz com quem tem dois filhos, George e Roland. Hudson já havia aparecido como Dana no episódio da quarta temporada de The A-Team intitulado "Blood, Sweat and Cheers". Eles se divorciaram em 1995.
Em 1998, Benedict soube que ele também tinha outro filho de um relacionamento anterior, que foi colocado para adoção.

## Filmografia

### Filmes
| Ano  | Título                        | Papel                                         | Notas                                         |
| ---- | ----------------------------- | --------------------------------------------- | --------------------------------------------- |
| 1972 | Georgia, Georgia              | Michael Winters                               |                                               |
| 1973 | Sssssss                       | David Blake                                   |                                               |
| 1974 | W                             | William Caulder                               | Também conhecido como I Want Her Dead         |
| 1978 | Battlestar Galactica          | Tenente Starbuck                              |                                               |
| 1979 | Scavenger Hunt                | Jeff Stevens                                  |                                               |
| 1980 | Ruckus                        | Kyle Hanson                                   | Também conhecido como Ruckus in Madoc County  |
| 1981 | Underground Aces              | Pete Huffman                                  |                                               |
| 1986 | Body Slam                     | M. Harry Smilac                               |                                               |
| 1991 | Blue Tornado                  | Alex Long                                     |                                               |
| 1992 | Shadow Force                  | Detetive Rick Kelly                           |                                               |
| 1994 | Demon Keeper                  | Alexander Harris                              |                                               |
| 1995 | The Feminine Touch            | John Mackie                                   | Também conhecido como The November Conspiracy |
| 1996 | Alaska                        | Jake Barnes                                   |                                               |
| 1998 | The Adventures of Young Brave | Tyler                                         | Também conhecido como Waking Up Horton        |
| 2001 | Cahoots                       | —                                             | Diretor and roteirista                        |
| 2006 | Goldene Zeiten                | Douglas Burnett / John Striker / Horst Müller |                                               |
| 2007 | Recon 7 Down                  | Tom Myers                                     |                                               |
| 2009 | Inglorious Bumblers           | Tom Mayers                                    |                                               |
| 2010 | The A-Team                    | Milt, Prisioneiro de Pensacola                |                                               |
| 2019 | Space Ninjas                  | Jack Strange                                  |                                               |
| 2020 | Charlie's Christmas Wish      | Stanley                                       |                                               |

### Televisão
| Ano       | Título                               | Papel                      | Notas                                                |
| --------- | ------------------------------------ | -------------------------- | ---------------------------------------------------- |
| 1972      | Hawaii Five-O                        | Walter Clyman              | Episódio: "Chain of Events"                          |
| 1974      | Chopper One                          | Gil Foley                  | 13 episódios; Elenco principal                       |
| 1975      | Journey from Darkness                | Bill                       | Filme para TV                                        |
| 1977      | Charlie's Angels                     | Cadete John Barton         | Episódio: "The Blue Angels"                          |
| 1977      | The Cabot Connection                 | Brom Loomis                | Piloto                                               |
| 1978      | Cruise Into Terror                   | Simon McLane               | Filme para TV                                        |
| 1978      | Charlie's Angels                     | Denny Railsback            | Episódio: "The Jade Trap"                            |
| 1978–1979 | Battlestar Galactica                 | Tenente Starbuck           | 24 episódios; Elenco principal                       |
| 1980      | Galactica 1980                       | Tenente Starbuck           | Episódio: "The Return of Starbuck"                   |
| 1980      | The Georgia Peaches                  | "Dusty" Tyree              | Filme para TV; Também conhecido como Follow That Car |
| 1980      | The Love Boat                        | Jeff Dalton                | Episódio: "That's My Dad"                            |
| 1982      | Family in Blue                       | Matt Malone                | Piloto                                               |
| 1983      | The Love Boat                        | Gary Wells                 | Episódio: "The Dog Show: Whose Dog Is It Anyway?"    |
| 1983–1987 | The A-Team                           | Templeton "Faceman" Peck   | 96 episódios; Elenco principal                       |
| 1984      | Hammer House of Mystery and Suspense | Frank Rowlett              | Episódio: "Mark of the Devil"                        |
| 1985      | Amazing Stories                      | "Face"                     | Episódio: "Remote Control Man"                       |
| 1987      | Hotel                                | Trevor Harris              | Episódio: "Prized Possessions"                       |
| 1989      | Murder, She Wrote                    | Dr. David Latimer          | Episódio: "Smooth Operators"                         |
| 1989      | Alfred Hitchcock Presents            | Dr. Rush                   | Episódio: "In the Name of Science"                   |
| 1989      | Trenchcoat in Paradise               | Eddie Mazda                | Filme para TV                                        |
| 1991      | Bejewelled                           | Gordon                     | Filme para TV                                        |
| 1992      | Baywatch                             | Aaron Brody                | Episódio: "Rookie of the Year"                       |
| 1993      | Official Denial                      | Tenente-coronel Dan Lerner | Filme para TV                                        |
| 1993      | The Commish                          | Gil Higgins                | Episódio: "All That Glitters"                        |
| 1995      | Walker, Texas Ranger                 | Blair                      | Episódio: "Case Closed"                              |
| 1995      | Murder, She Wrote                    | Gary Harling               | Episódio: "Frozen Stiff"                             |
| 1996      | Abduction of Innocence               | Robert Steves              | Filme para TV                                        |
| 1997      | Zork: Grand Inquisitor               | Antharia Jack (voz)        | Videogame                                            |
| 2003      | Battlestar Galactica                 | Tenente Starbuck (voz)     | Videogame                                            |
| 2006      | Earthstorm                           | Victor Stevens             | Filme para TV                                        |